# Базиліка Пресвятої Богородиці Ліхенської
Базиліка Пресвятої Богородиці у скорботі, королеви Польщі (пол. Bazylika Matki Bożej Bolesnej Królowej Polski) — католицький храм в селі Ліхень-Старий неподалік Коніна, Великопольське воєводство, Польща. Спроєктована Барбарою Білецькою, побудована в 1994–2004 роках. Будівництво фінансувалося завдяки пожертвам паломників.
Маючи наву завдовжки 120 метрів і 77 метрів в ширину, центральний купол висотою 98 метрів і вежу висотою 141,5 метра, ця базиліка є найбільшою церквою в Польщі і однією з найбільших у світі. Присвячена Пресвятій Богородиці у скорботі, королеві Польщі, чия ікона, найімовірніше, створена в XVIII столітті, виставлена на головному вівтарі базиліки. Це одне з головних місць паломництва в Польщі.
Папа Римський Іван Павло II освятив храм в 1999 році і 2 лютого 2005 року дарував почесний титул малої базиліки.

## Галерея

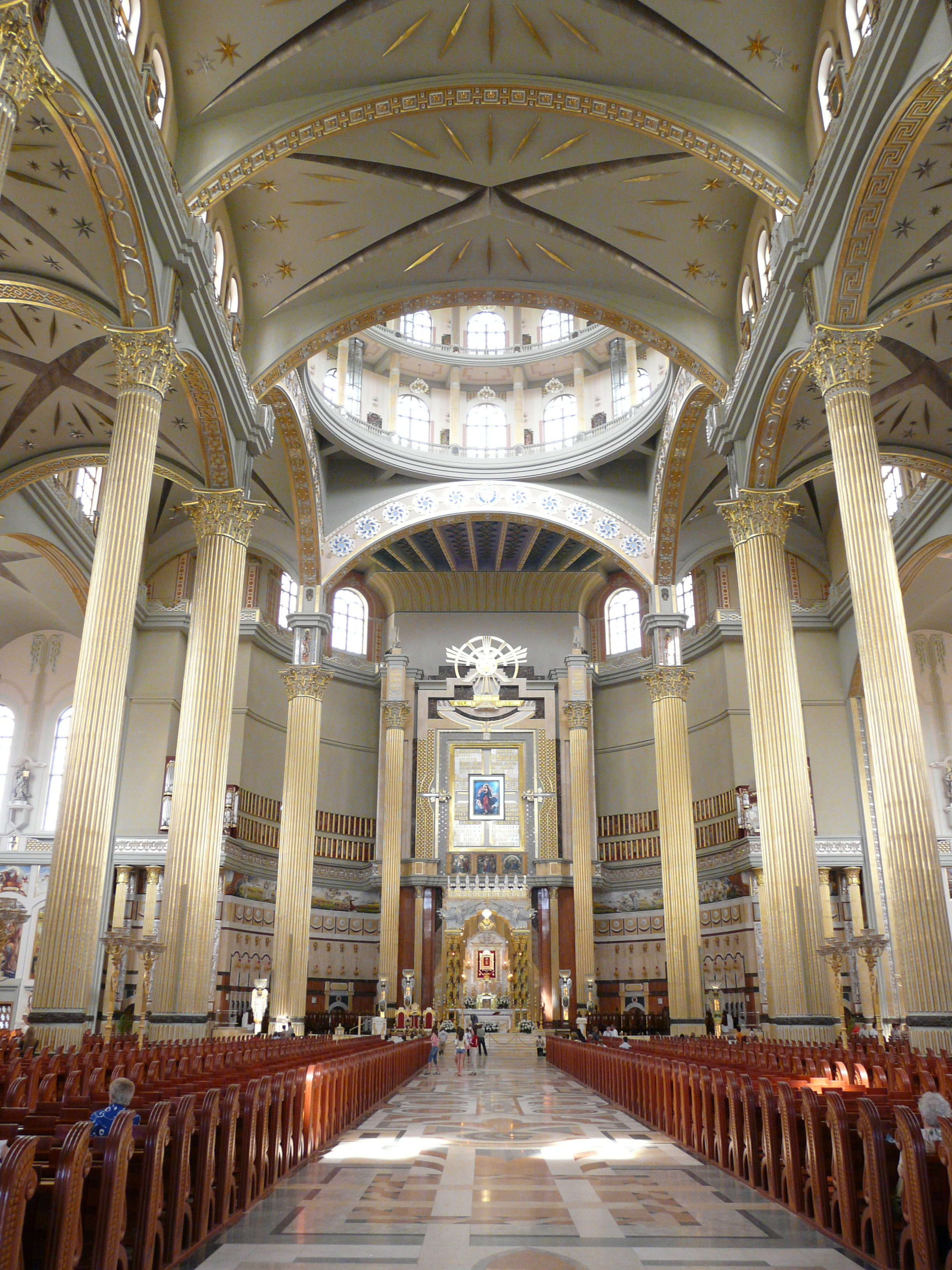
Головний вівтар зі святою іконою Богородиці Ліхеньської
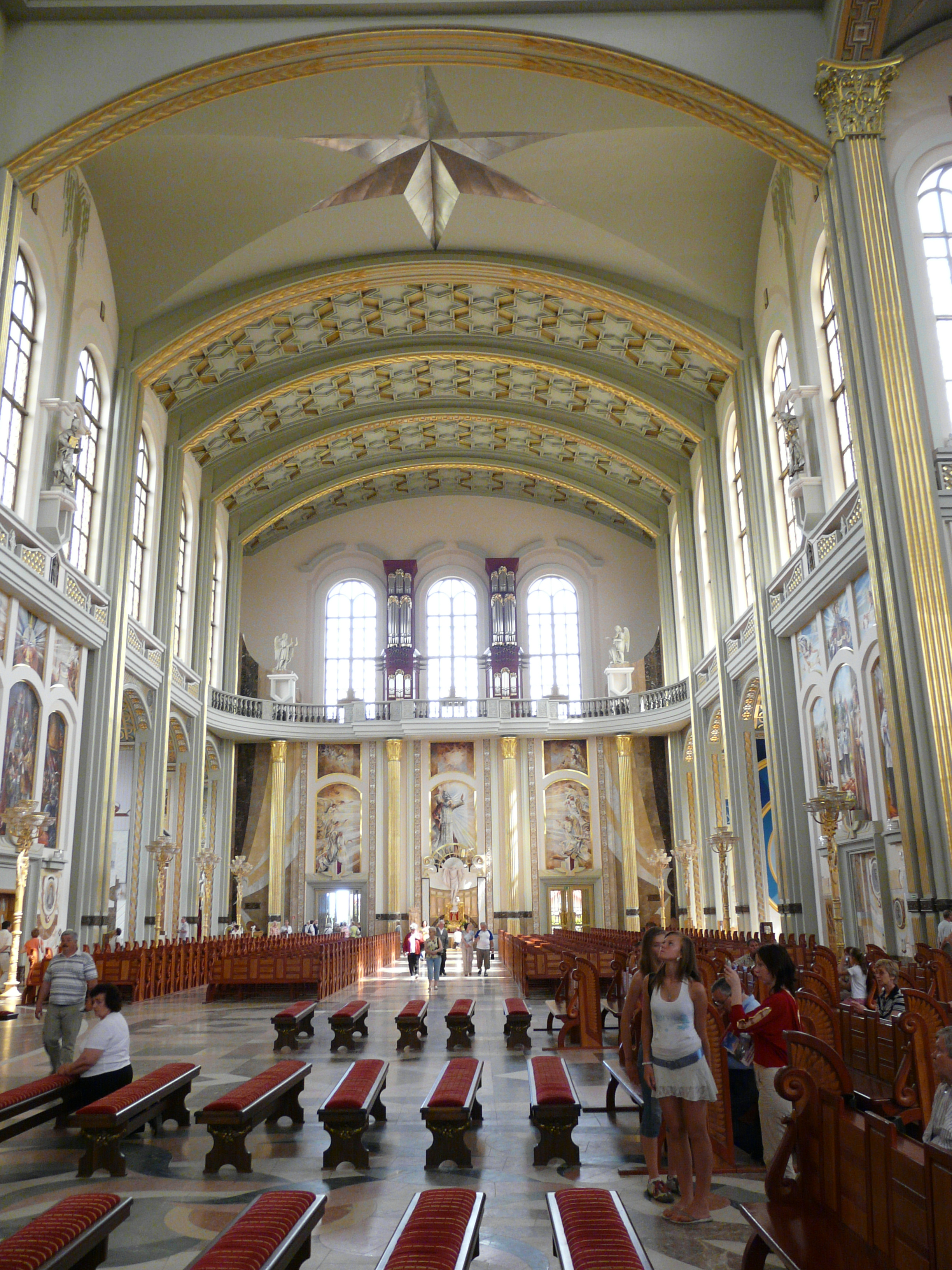
Внутрішній вид бічного крила базиліки
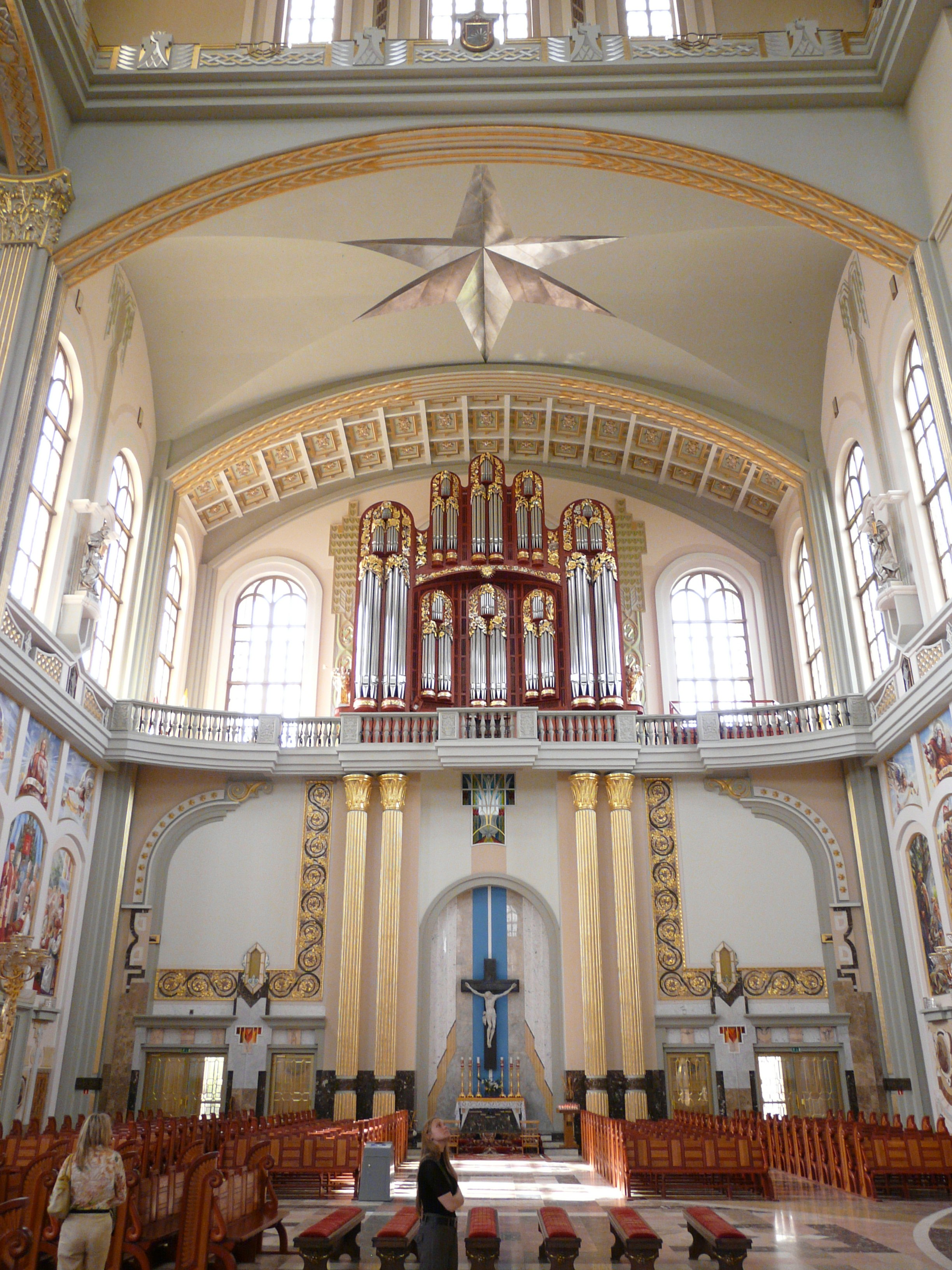
Вівтар з великим розп'яттям
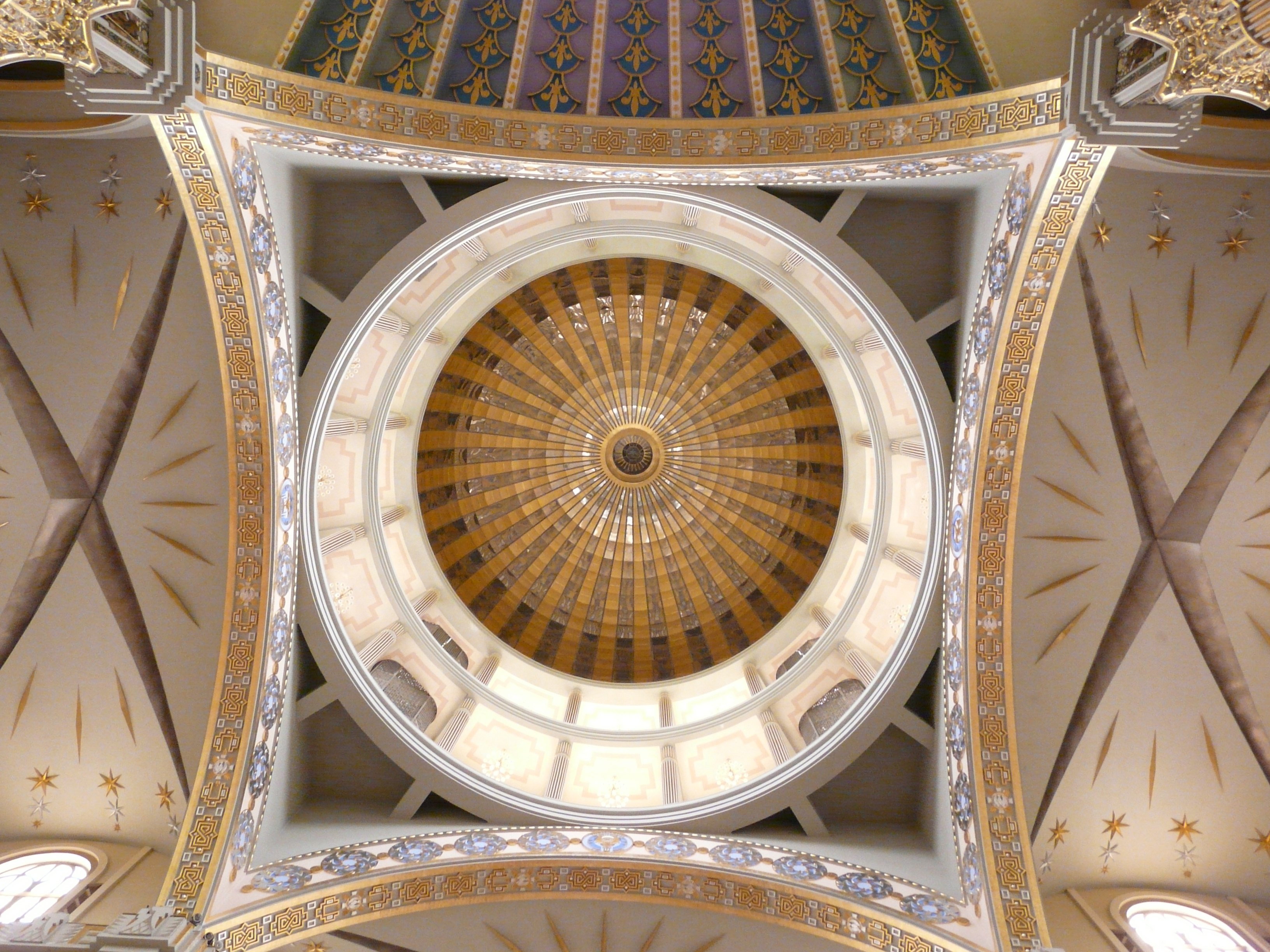
Внутрішній вигляд купола базиліки
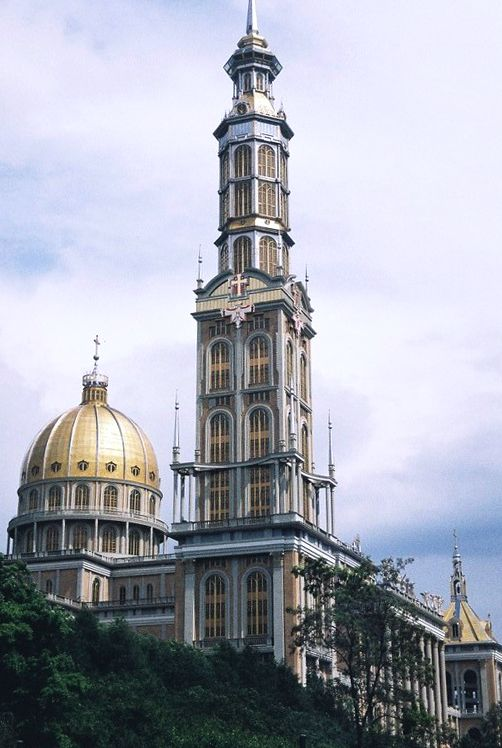
Дзвіниця базиліки досягає висоти 141,5 метра і має 2 різних оглядових галереї
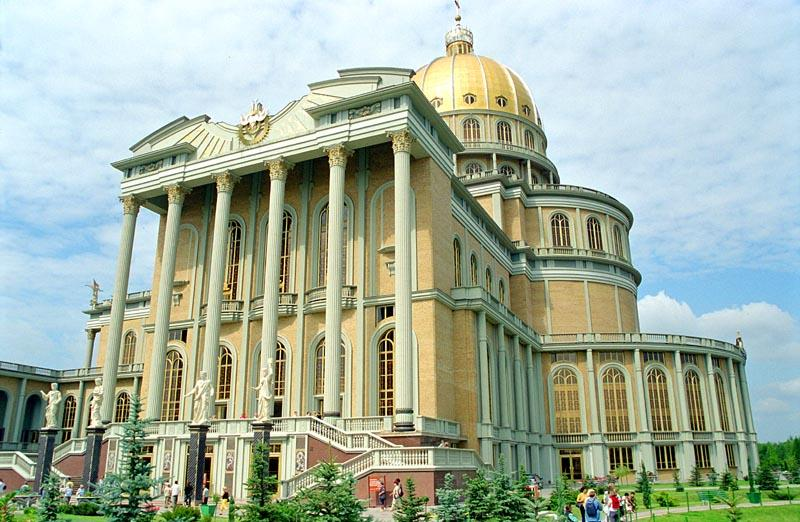
Вигляд ззаду на базиліку, з видом на площу